# Telma Saraiva
Maria Telma Saraiva da Rocha (Crato, 14 de julho de 1928 – Crato, 8 de junho de 2015) foi uma artista, pintora, e fotógrafa autodidata brasileira.

## Biografia
Telma Saraiva nasceu e viveu na cidade do Crato, sul do estado do Ceará, nordeste do Brasil. Seu percurso no âmbito fotográfico iniciou-se ainda durante a sua infância, por influência do seu pai, Júlio Saraiva Leão, fotógrafo profissional. Ainda na adolescência, começou a pintar seus amigos da escola, quando ganhou de um amigo uma câmera portátil, mais prática que as câmeras utilizadas por seu pai, no Photo Riso, seu estúdio de fotografia na época. Telma desde o início buscou no cinema a inspiração para as suas fotografias, sendo esta a principal linguagem que contribuiu para a construção do seu olhar artístico e grande referência estética para as suas criações. Em 1949 casou-se com Edilson Rocha, também artista plástico e fotógrafo, indo morar com ele na casa dos pais; Aos poucos assumiu a fotografia como ofício; a essa altura o trabalho fotográfico já funcionava na sua própria casa, na Rua Tristão Gonçalves, nº 519, com o nome de Foto Saraiva.

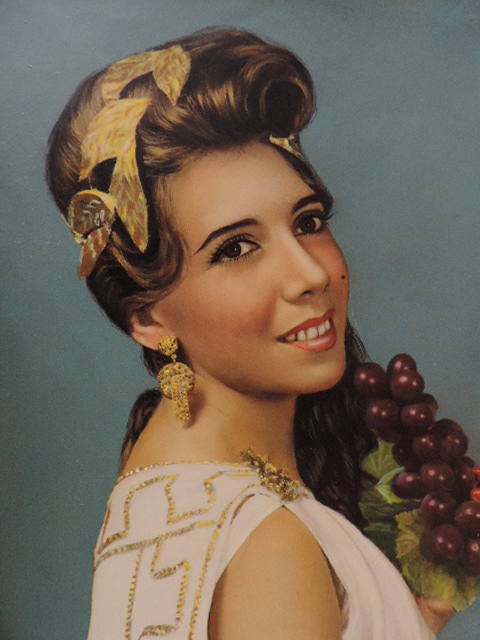
Telma Saraiva, 1968. Autorretrato, Fotopintura, 18x24cm

Sua relação com a fotopintura; teve início quando Telma Saraiva ao ver uma propaganda de tintas para colorir retratos, em uma revista da época, pediu ao seu irmão, Salviano Saraiva, também fotógrafo, para redigir uma carta em inglês, para que ela pudesse comprar, dos Estados Unidos, seu primeiro estojo de tintas Marshall. Durante a sua carreira, Telma Saraiva experimentou diversas técnicas e materiais, para assim, atingir o aprimoramento técnico e aperfeiçoamento do olhar que a fizeram se destacar como artista, ganhando grande reconhecimento quanto ao potencial artístico do seu trabalho, que somava olhar apurado e habilidade na execução. Nas telas de cinema, Telma Saraiva encontrou inspiração para explorar o seu olhar fotográfico, as cenas que assistia nos filmes instigaram-na a explorar as potencialidades da interpretação visual. A linguagem cinematográfica que ela observava através das telas, levaram-na a experimentar outras possibilidades de registros com a câmera, então, começou a transformar pessoas comuns em possíveis estrelas da cena capturada. Todo este processo fotográfico de transformação ficava sob seu olhar criativo, pois ela pensava e elaborava cada detalhe na composição: luz, figurino, maquiagem e cenário.

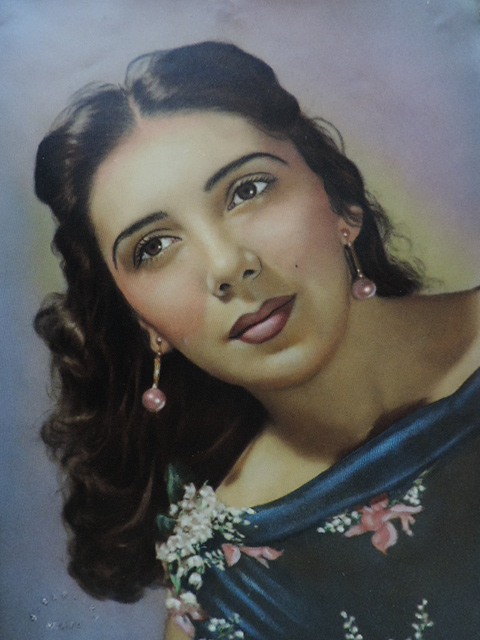
Telma Saraiva, 1949. Autorretrato, Fotopintura, 18x24cm

Além das fotopinturas, a produção artística de Telma Saraiva é marcada por uma série de autorretratos, elaborados e trabalhados ao longo da sua carreira como artista e fotógrafa, tendo o conhecimento público da sua obra constatado através de inúmeras reportagens em revistas impressas, jornais, bem como, diversas exposições em galerias de arte e mais recentemente, dado vida a um documentário sobre sua obra, lançado em 2022.
A arte de bem receber, foi mais uma das características da artista Telma Saraiva, que gostava de estar com pessoas em sua casa, seu local de vida e trabalho; foi nesse ambiente repleto de suas memórias, que nasceu o museu orgânico em homenagem a Telma Saraiva, promovido pelo SESC inaugurado em 13 de novembro de 2021, durante a 23º Mostra Sesc Cariri de Culturas. Telma Saraiva teve cinco filhos: Ricardo, Roberto, Edilma, Edilson Filho e Ernesto.

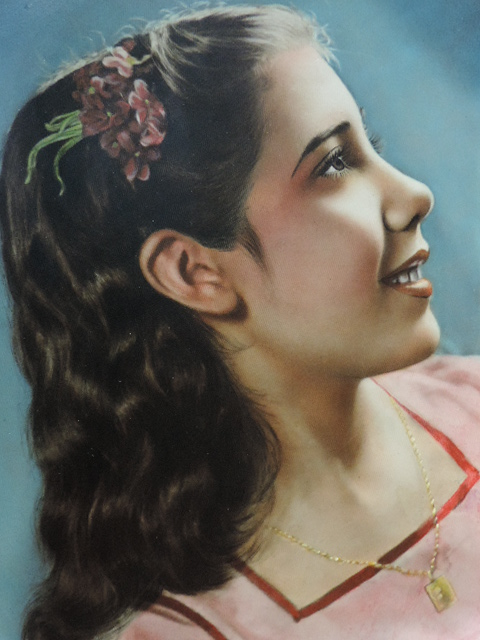
Telma Saraiva, 1940. Autorretrato, Fotopintura, 18x24cm

## Principais exposições
- 2006 - Exposição coletiva "Retrato Popular". Memorial da Cultura Cearense. Centro Dragão do Mar de Arte e Cultura, Fortaleza/CE. Curadoria de Rosely Nakagawa, Titus Riedl e Valéria Laena.
- 2006 - Exposição coletiva “Interior Profundo”, Pinacoteca, São Paulo/SP. Curadoria de Diógenes Moura.
- 2007 - Exposição coletiva "Retrato Popular". Museu de Arte, Belém/PA. Curadoria de Rosely Nakagawa, Titus Riedl e Valéria Laena.
- 2008 -  Exposição Marilyn Monroe "O mito" e Telma Saraiva "A Procura de Um Mito", Galeria Estação, São Paulo/SP. Curadoria de Diógenes Moura.[8][9]
- 2009 - Exposição "Telma Saraiva Busca", CCBNB, Galeria Estação, Sousa-PB/Fortaleza-CE. Curadoria de Franklin Lacerda.[10]
- 2014 - Exposição “Carneiro”, MAC, Centro Dragão do Mar de Arte e Cultura, Fortaleza/CE. Curadoria de Bitu Cassundé.
- 2019 - Exposição “Linha do tempo Telma Saraiva”, Galeria Multiarte, Fortaleza/CE. Resultado do grupo de estudo coordenado de Luciana Eloy.
- 2021 - Exposição Coletiva “Oratório”, Sobrado José Lourenço, Fortaleza/CE. Curadoria de Adriana Botelho.
- 2021 - XXI Unifor Plástica, Universidade de Fortaleza, Fortaleza/CE. Curadoria de Marcelo Campos.[11]
- 2022 - Exposição “Raio-que-o-parta: ficções do moderno no Brasil”, SESC 24 de maio, São Paulo/SP. Curadoria de Aldrin Figueiredo, Clarissa Diniz, Divino Sobral, Marcelo Campos, Paula Ramos e Raphael Fonseca.[12]

## Homenagens
Em 13 de novembro de 2021, através de uma iniciativa do SESC e como parte da programação da 23ª Mostra Sesc Cariri de Culturas, é inaugurado na cidade de Crato o museu orgânico de Telma Saraiva.